# 현대 바이욘
현대 바이욘(Hyundai Bayon)은 현대자동차의 5도어 소형 크로스오버 SUV로, 현대 i20 3세대를 기반으로 제작되었다.

## 개요
바이욘은 2021년 3월 공개되었다. 현대의 유럽 시장 라인업에서 가장 작은 SUV로 코나보다 아래 등급이다.
유럽 시장을 대상으로 설계된 이 차량의 이름은 프랑스 도시인 바욘에서 따온 것이다. 유럽과 튀르키예 이외에도 중앙아시아, 중동, 북아프리카의 일부 시장에서도 시판된다.

2024년 1월, 페이스리프트 모델이 공개되었다. 새로운 형태의 전면 LED 주간 주행등, 개선된 전면 패시아, 개선된 전·후면 범퍼, 새로운 합금 휠 디자인, 추가된 내부 및 안전 기능이 주요 변경 사항이다.

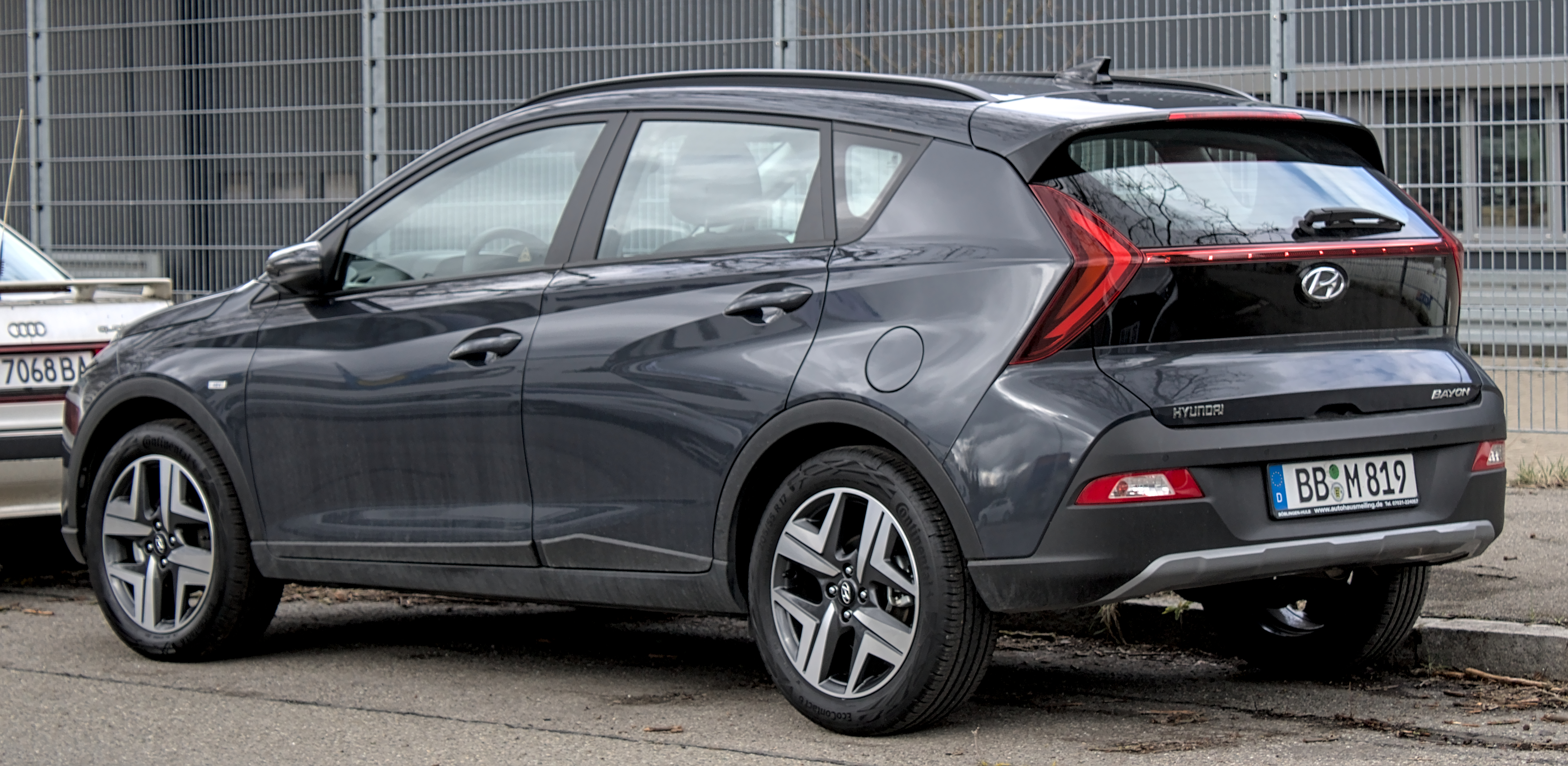
후면 (페이스리프트 이전)
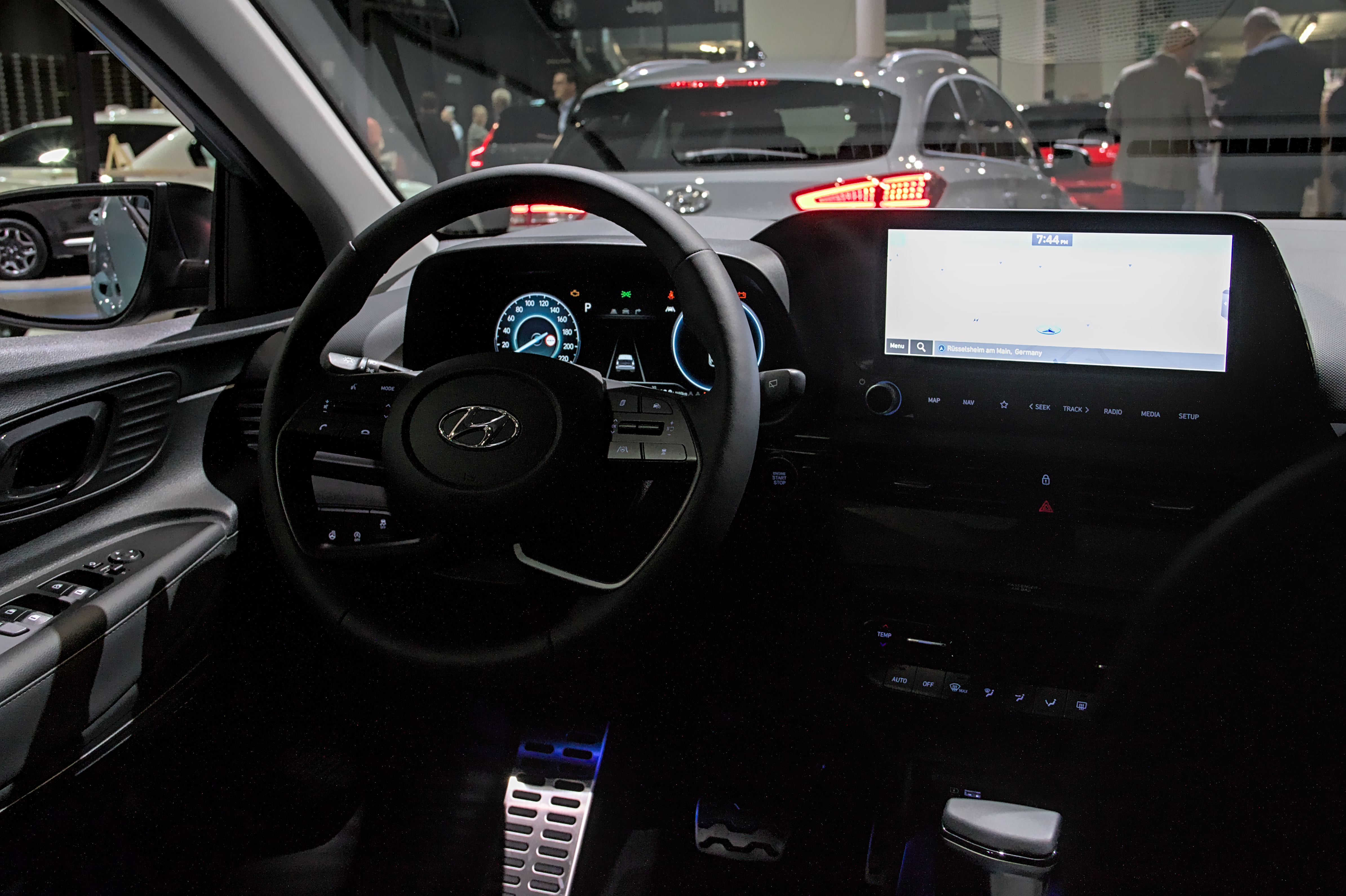
내장
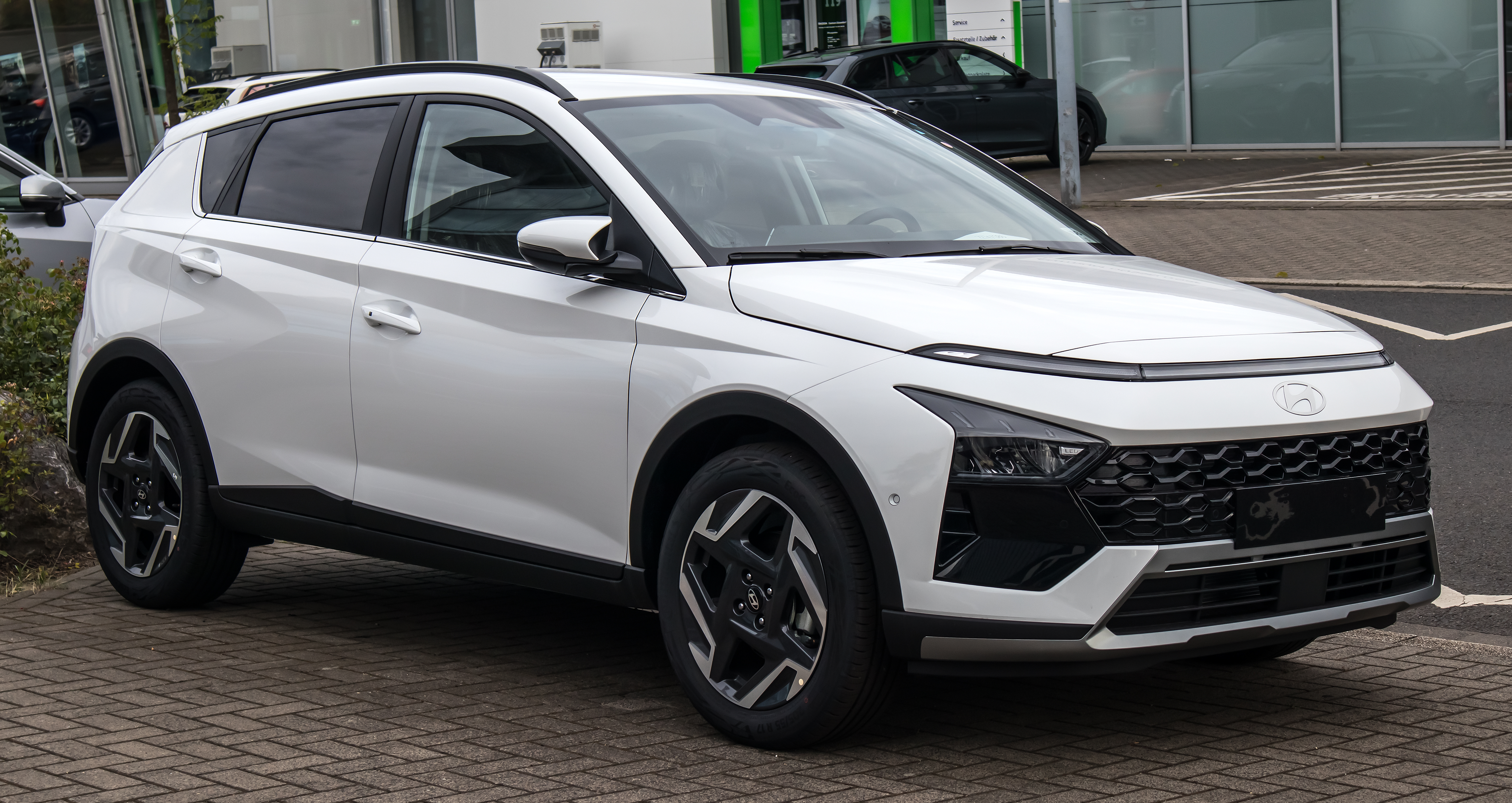
2024 페이스리프트 모델
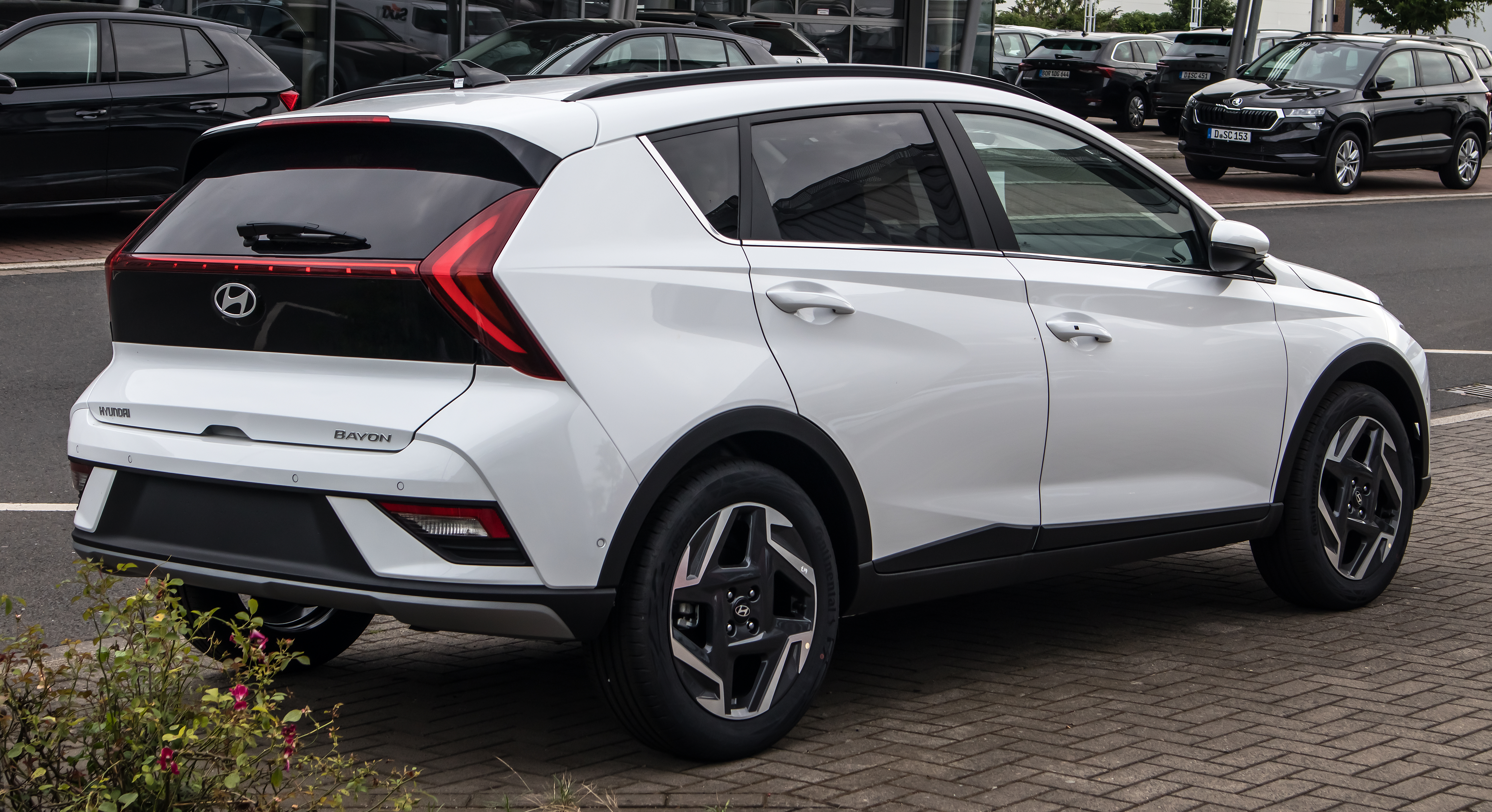
후면 (페이스리프트 이후)

## 판매량
| 년도 | 유럽     | 튀르키예 |
| ---- | -------- | -------- |
| 2021 | 15,404대 | 5,067대  |
| 2022 | 20,486대 | 12,535대 |
| 2023 | 27,793대 | 17,348대 |
| 2024 | 28,241대 |          |

1. ↑  유럽: 2020 유럽연합 27개국+영국+스위스+ 노르웨이+아이슬란드

## 같이 보기
- 현대자동차의 차종 목록